# Stellifer walkeri
Stellifer walkeri és una espècie de peix de la família dels esciènids i de l'ordre dels perciformes.

## Hàbitat
És un peix marí, de clima tropical i demersal que viu entre 3-14 m de fondària.

## Distribució geogràfica
Es troba al Pacífic oriental central: Mèxic.

## Observacions
És inofensiu per als humans.